# Wereldkampioenschap superbike van Valencia 2007
Het wereldkampioenschap superbike van Valencia 2007 was de vierde ronde van het wereldkampioenschap superbike en het wereldkampioenschap Supersport 2007. De races werden verreden op 15 april 2007 op het Circuit Ricardo Tormo Valencia nabij Cheste, Spanje.

## Superbike

### Race 1
| Pos | Nr  | Rijder            | Constructeur | Rondes | Tijd        | Grid | Punten |
| --- | --- | ----------------- | ------------ | ------ | ----------- | ---- | ------ |
| 1   | 111 | Rubén Xaus        | Ducati       | 23     | 37:14.606   | 2    | 25     |
| 2   | 41  | Noriyuki Haga     | Yamaha       | 23     | +1.997      | 7    | 20     |
| 3   | 21  | Troy Bayliss      | Ducati       | 23     | +6.330      | 1    | 16     |
| 4   | 11  | Troy Corser       | Yamaha       | 23     | +8.780      | 4    | 13     |
| 5   | 52  | James Toseland    | Honda        | 23     | +17.040     | 5    | 11     |
| 6   | 57  | Lorenzo Lanzi     | Ducati       | 23     | +24.272     | 6    | 10     |
| 7   | 84  | Michel Fabrizio   | Honda        | 23     | +25.822     | 9    | 9      |
| 8   | 3   | Max Biaggi        | Suzuki       | 23     | +26.087     | 12   | 8      |
| 9   | 25  | Josh Brookes      | Honda        | 23     | +28.778     | 3    | 7      |
| 10  | 44  | Roberto Rolfo     | Honda        | 23     | +32.754     | 17   | 6      |
| 11  | 55  | Régis Laconi      | Kawasaki     | 23     | +37.084     | 15   | 5      |
| 12  | 76  | Max Neukirchner   | Suzuki       | 23     | +37.141     | 13   | 4      |
| 13  | 159 | Giovanni Bussei   | Ducati       | 23     | +37.563     | 11   | 3      |
| 14  | 96  | Jakub Smrž        | Ducati       | 23     | +38.544     | 20   | 2      |
| 15  | 71  | Yukio Kagayama    | Suzuki       | 23     | +53.049     | 8    | 1      |
| DNF | 38  | Shinichi Nakatomi | Yamaha       | 17     | Uitgevallen | 18   |        |
| DNF | 31  | Karl Muggeridge   | Honda        | 12     | Ongeluk     | 10   |        |
| DNF | 131 | Carmelo Morales   | Yamaha       | 12     | Ongeluk     | 16   |        |
| DNF | 22  | Luca Morelli      | Ducati       | 11     | Uitgevallen | 22   |        |
| DNF | 10  | Fonsi Nieto       | Kawasaki     | 10     | Ongeluk     | 14   |        |
| DNF | 99  | Steve Martin      | Honda        | 8      | Uitgevallen | 21   |        |
| DNF | 73  | Christian Zaiser  | MV Agusta    | 3      | Ongeluk     | 19   |        |
| DNF | 42  | Dean Ellison      | Ducati       | 3      | Uitgevallen | 23   |        |

### Race 2
| Pos | Nr  | Rijder            | Constructeur | Rondes | Tijd        | Grid | Punten |
| --- | --- | ----------------- | ------------ | ------ | ----------- | ---- | ------ |
| 1   | 52  | James Toseland    | Honda        | 23     | 37:02.596   | 5    | 25     |
| 2   | 3   | Max Biaggi        | Suzuki       | 23     | +0.287      | 12   | 20     |
| 3   | 41  | Noriyuki Haga     | Yamaha       | 23     | +0.375      | 7    | 16     |
| 4   | 111 | Rubén Xaus        | Ducati       | 23     | +6.637      | 2    | 13     |
| 5   | 57  | Lorenzo Lanzi     | Ducati       | 23     | +7.991      | 6    | 11     |
| 6   | 21  | Troy Bayliss      | Ducati       | 23     | +10.210     | 1    | 10     |
| 7   | 25  | Josh Brookes      | Honda        | 23     | +10.861     | 3    | 9      |
| 8   | 55  | Régis Laconi      | Kawasaki     | 23     | +14.366     | 15   | 8      |
| 9   | 11  | Troy Corser       | Yamaha       | 23     | +15.511     | 4    | 7      |
| 10  | 76  | Max Neukirchner   | Suzuki       | 23     | +19.716     | 13   | 6      |
| 11  | 84  | Michel Fabrizio   | Honda        | 23     | +25.287     | 9    | 5      |
| 12  | 44  | Roberto Rolfo     | Honda        | 23     | +26.437     | 17   | 4      |
| 13  | 71  | Yukio Kagayama    | Suzuki       | 23     | +34.992     | 8    | 3      |
| 14  | 131 | Carmelo Morales   | Yamaha       | 23     | +39.987     | 16   | 2      |
| 15  | 159 | Giovanni Bussei   | Ducati       | 23     | +42.445     | 11   | 1      |
| 16  | 38  | Shinichi Nakatomi | Yamaha       | 23     | +43.467     | 18   |        |
| 17  | 96  | Jakub Smrž        | Ducati       | 23     | +1:08.350   | 20   |        |
| DNF | 22  | Luca Morelli      | Ducati       | 16     | Uitgevallen | 22   |        |
| DNF | 10  | Fonsi Nieto       | Kawasaki     | 16     | Uitgevallen | 14   |        |
| DNF | 99  | Steve Martin      | Honda        | 13     | Uitgevallen | 21   |        |
| DNF | 42  | Dean Ellison      | Ducati       | 12     | Uitgevallen | 23   |        |
| DNF | 73  | Christian Zaiser  | MV Agusta    | 7      | Ongeluk     | 19   |        |
| DNF | 31  | Karl Muggeridge   | Honda        | 0      | Uitgevallen | 10   |        |

## Supersport
| Pos | Nr  | Rijder             | Constructeur | Rondes | Tijd         | Grid | Punten |
| --- | --- | ------------------ | ------------ | ------ | ------------ | ---- | ------ |
| 1   | 54  | Kenan Sofuoğlu     | Honda        | 23     | 38:08.523    | 1    | 25     |
| 2   | 15  | Andrew Pitt        | Honda        | 23     | +4.911       | 5    | 20     |
| 3   | 69  | Gianluca Nannelli  | Ducati       | 23     | +5.200       | 8    | 16     |
| 4   | 9   | Fabien Foret       | Kawasaki     | 23     | +5.619       | 6    | 13     |
| 5   | 23  | Broc Parkes        | Yamaha       | 23     | +12.776      | 11   | 11     |
| 6   | 44  | David Salom        | Yamaha       | 23     | +14.913      | 15   | 10     |
| 7   | 55  | Massimo Roccoli    | Yamaha       | 23     | +15.178      | 16   | 9      |
| 8   | 26  | Joan Lascorz       | Honda        | 23     | +25.356      | 10   | 8      |
| 9   | 31  | Vesa Kallio        | Suzuki       | 23     | +28.454      | 20   | 7      |
| 10  | 18  | Craig Jones        | Honda        | 23     | +29.885      | 18   | 6      |
| 11  | 45  | Gianluca Vizziello | Yamaha       | 23     | +30.422      | 19   | 5      |
| 12  | 34  | Davide Giugliano   | Kawasaki     | 23     | +30.810      | 14   | 4      |
| 13  | 4   | Lorenzo Alfonsi    | Honda        | 23     | +31.204      | 13   | 3      |
| 14  | 94  | David Checa        | Yamaha       | 23     | +35.273      | 21   | 2      |
| 15  | 194 | Sébastien Gimbert  | Yamaha       | 23     | +37.610      | 24   | 1      |
| 16  | 35  | Gilles Boccolini   | Kawasaki     | 23     | +41.628      | 22   |        |
| 17  | 12  | Javier Forés       | Honda        | 23     | +41.727      | 12   |        |
| 18  | 21  | Katsuaki Fujiwara  | Honda        | 23     | +52.600      | 2    |        |
| 19  | 60  | Vladimir Ivanov    | Yamaha       | 23     | +59.942      | 25   |        |
| 20  | 8   | Chris Peris        | Yamaha       | 23     | +1:00.009    | 27   |        |
| 21  | 17  | Miguel Praia       | Honda        | 23     | +1:18.490    | 28   |        |
| 22  | 82  | Adrián Bonastre    | Yamaha       | 22     | +1 ronde     | 32   |        |
| 23  | 39  | David Forner       | Yamaha       | 22     | +1 ronde     | 36   |        |
| 24  | 73  | Yves Polzer        | Ducati       | 22     | +1 ronde     | 34   |        |
| 25  | 169 | Julien Enjolras    | Yamaha       | 21     | +2 ronden    | 37   |        |
| 26  | 41  | Javier Hidalgo     | Honda        | 19     | +4 ronden    | 35   |        |
| DNF | 77  | Barry Veneman      | Suzuki       | 22     | Uitgevallen  | 7    |        |
| DNF | 96  | Nikola Milovanovic | Honda        | 14     | Uitgevallen  | 30   |        |
| DNF | 116 | Simone Sanna       | Honda        | 12     | Uitgevallen  | 17   |        |
| DNF | 11  | Kevin Curtain      | Yamaha       | 8      | Ongeluk      | 3    |        |
| DNF | 7   | Pere Riba          | Kawasaki     | 8      | Ongeluk      | 4    |        |
| DNF | 46  | Jesco Günther      | Honda        | 5      | Uitgevallen  | 31   |        |
| DNF | 25  | Tatu Lauslehto     | Honda        | 2      | Uitgevallen  | 29   |        |
| DNF | 32  | Yoann Tiberio      | Honda        | 2      | Uitgevallen  | 26   |        |
| DNS | 127 | Robbin Harms       | Honda        | 0      | Niet gestart | 9    |        |
| DNS | 81  | Matthieu Lagrive   | Honda        | 0      | Niet gestart | 23   |        |
| DNS | 38  | Grégory Leblanc    | Honda        | 0      | Niet gestart | 33   |        |

## Tussenstanden na wedstrijd

### Superbike
| Pos | Nr | Rijder         | Team   | Punten |
| --- | -- | -------------- | ------ | ------ |
| 1   | 52 | James Toseland | Honda  | 151    |
| 2   | 3  | Max Biaggi     | Suzuki | 138    |
| 3   | 41 | Noriyuki Haga  | Yamaha | 124    |
| 4   | 11 | Troy Corser    | Yamaha | 101    |
| 5   | 21 | Troy Bayliss   | Ducati | 90     |

### Supersport
| Pos | Nr  | Rijder            | Team     | Punten |
| --- | --- | ----------------- | -------- | ------ |
| 1   | 54  | Kenan Sofuoğlu    | Honda    | 95     |
| 2   | 9   | Fabien Foret      | Kawasaki | 51     |
| 3   | 21  | Katsuaki Fujiwara | Honda    | 43     |
| 4   | 127 | Robbin Harms      | Honda    | 39     |
| 5   | 69  | Gianluca Nannelli | Ducati   | 30     |

2000 · 2001 · 2002 · 2003 · 2004 · 2005 · 2006 · 2007 · 2008 · 2009 · 2010